# Dermocybe olivaceonigra
Dermocybe olivaceonigra är en svampart som beskrevs av E. Horak 1988. Dermocybe olivaceonigra ingår i släktet Dermocybe och familjen spindlingar.   Inga underarter finns listade i Catalogue of Life.